# Phil Baran
Phil S. Baran (Denville, 10 augustus 1977) is een Amerikaans scheikundige, hoofdzakelijk bekend van zijn onderzoek naar de totaalsynthese van natuurproducten, de ontwikkeling van nieuwe chemische reacties en van nieuwe reagentia. Hij is professor aan het departement chemie van het Scripps Research Institute en lid van het Skaggs Institute for Chemical Biology, beide in San Diego.

## Biografie
Phil Baran werd geboren in New Jersey, maar groeide op in Coral Springs (Florida).
Phil Baran behaalde in 1997 een bachelor in de chemie aan de New York-universiteit. Hij verhuisde nadien naar Californië om er aan het Scripps Research Institute zijn doctoraatsonderzoek te doen, onder begeleiding van Kyriacos Costa Nicolaou. In 2001 behaalde hij de graad van doctor, met een proefschrift over de synthese van natuurproducten. Van 2001 tot 2003 vervolgde hij zijn academische carrière met een postdoctoraal onderzoek aan Harvard, in het laboratorium van Nobelprijswinnaar Elias James Corey.
In juni 2003 werd Baran assistent-professor en in juni 2008 promoveerde hij tot professor. Sedert juni 2013 is hij de Darlene Shiley Professor of Chemistry aan het Scripps Research Institute.

## Werk
Het onderzoek van Phil Baran spitst zich toe op zowel totaalsynthese als methodologische ontwikkeling van nieuwe reacties en reagentia in de organische chemie. Hij werkt veel samen met de industrie, en in het bijzonder met de farmaceutische sector, waarbij de focus ligt op het ontwikkeling van eenvoudige, atoomeconomische en breed toepasbare manieren om complexe moleculen te bouwen.
Baran is co-auteur van meer dan 250 wetenschappelijke publicaties en houder van een aantal patenten. Voor zijn werk kreeg hij talloze prijzen.